# Papilio eurymedon
Papilio eurymedon là một loài bướm thuộc họ Bướm phượng (Papilionidae). 
Loài Papilio eurymedon được mô tả năm 1852 bởi Lucas. Loài bướm Papilio eurymedon sinh sống ở .

## Hình ảnh

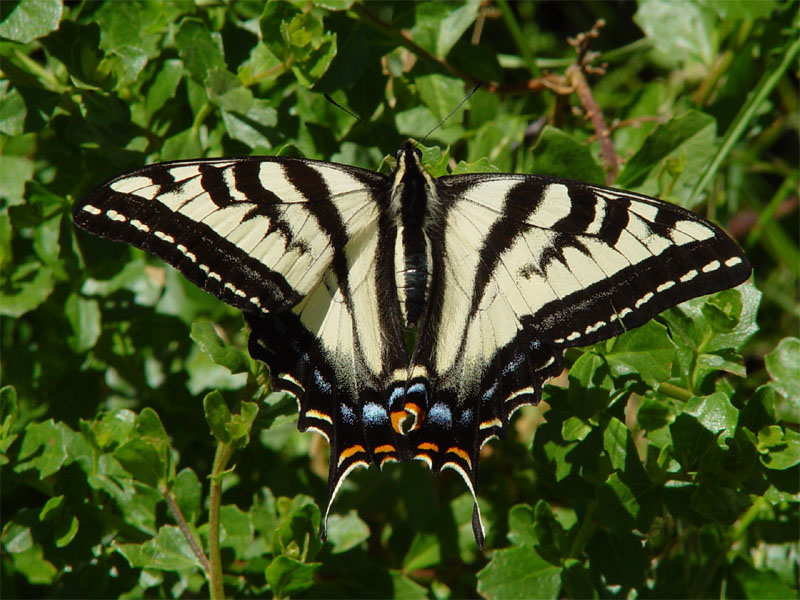
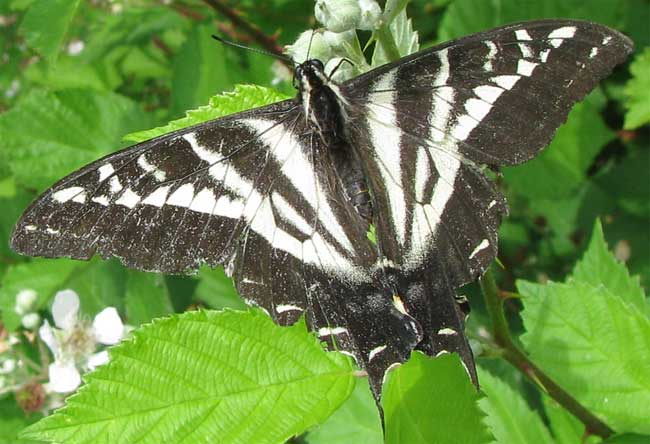